# Meroka
«Мерока» (исп. Meroka) — зенитно-артиллерийский комплекс, разработанный по заказу ВМС Испании. Состоит на вооружении ВМС Испании. Им оснащены авианосец «Принсипе де Астуриас», а также фрегаты типа «Альваро де Базан» и «Санта Мария». Предназначен для противоракетной и противовоздушной обороны корабля.

## Разработка
Разработка комплекса началась в 1970-х годах. Головным разработчиком стала испанская компания «ФАБА». В 1975 году комплекс был принят на вооружение ВМС Испании.

## Конструкция
Артиллерийскую часть комплекса составила 12-ствольная установка 20-миллиметровых автоматических пушек, разработки швейцарской фирмы «Эрликон» (предположительно oerlikon 5tg) .